# Here Comes Your Man
«Here Comes Your Man» es la quinta canción del álbum Doolittle (1989) de la banda estadounidense de rock alternativo Pixies. Está compuesta e interpretada por el líder de la banda Black Francis y producida por Gil Norton. La canción se lanzó como sencillo en junio de 1989 en el Reino Unido y Estados Unidos, llegando al puesto número tres de la lista Modern Rock Tracks de Billboard en Estados Unidos.
Compuesta por Francis en su adolescencia, "Here Comes Your Man" fue grabado por la banda en su demo de 1987 The Purple Tape, pero no se incluyó ni en Come On Pilgrim ni Surfer Rosa, como ocurriera con otras canciones de esta demo; debido a que era vista por los productores como una anomalía dentro del repertorio de la banda. Lo críticos vieron "Here Comes Your Man" como la canción despunte de Pixies; Jon Dolan de la revista Spin comentó que era "la canción más accesible hecha jamás por una banda underground".

## Antecedentes y música
Desde el comienzo, los miembros de la banda y primeros productores (Gary Smith de Come On Pilgrim y Steve Albini de Surfer Rosa) vieron "Here Comes Your Man" como material "pop". La canción, grabada originalmente para The Purple Tape (una versión acústica de la canción), no fue incluida en Come On Pilgrim ni Surfer Rosa. Para un sencillo post -Surfer Rosa, la discográfica de la banda, 4AD, rechazó de nuevo la canción; en detrimento de "Gigantic" y "River Euphrates" como cara B.
La canción abre con un acorde Hendrix de Joey Santiago y también utilizado en "Tame", que recuerda mucho a "A Hard Day's Night".

## Letras y significado
En una entrevista concedida a NME, Francis comentó sobre el significado de la canción:

Trata sobre borrachos e indigentes viajando en tren, que murieron en el terremoto de California. Antes de los terremotos, todo se pone en calma -los animales se callan y los pájaros dejan de cantar y se para el viento. Es muy ominoso. Yo, de hecho, he estado en unos cuantos terremotos, porque crecí en California. Sólo estuve en uno grande, el de 1971. Era muy joven y lo pasé durmiendo. He estado despierto durante muchos pequeños en el colegio y en casa. De hecho, es muy excitante -algo gracioso. Es como si la tierra temblara, y ¿qué puedes hacer? Nada.

La palabra "boxcar" aparentemente fue un punto de comienzo para la letra de la canción, y Francis ha sugerido que esta parte fue inspirada por la canción "Carnival of Sorts (Box Car)" de R.E.M.: "Probablemente me gustó la palabra 'boxcar' porque lo escuché en una canción de R.E.M., de su primer álbum." R.E.M. también usó los mismos acordes que "Here Comes Your Man" en su sencillo de 2008 "Supernatural Superserious."

## Videoclip y diseño artístico
Un videoclip, filmado por unos estudiantes locales, para promocionar el sencillo muestra a los miembros de la banda tocando sus instrumentos a través de una lente distorsionada, con movimientos horizontales y verticales de la cámara. Manteniendo el espíritu de actuación mímica, Francis y Deal abren y cierran la boca siguiendo la grabación, pero sin hacer ningún esfuerzo en seguir la sincronía de labios. En vez de eso, mantenían la boca abierta y la cara inexpresiva a lo largo de toda la canción.

## Recepción
A pesar de su lanzamiento como sencillo y de poseer un videoclip que se emitió de forma regular en MTV, Pixies rara vez toca esta canción en sus conciertos o actos promocionales. El crítico musical Ben Sisario lo describió como "vintage college-rock 'tude--the hit, the pop song, should be avoided as inauthentic, while the aggro, anticommercial song represents legitimacy."
Joey Santiago luego diría: "El mánager de la gira dijo, 'Hey, Arsenio Hall quiere que actueis en su programa'. Dijimos, 'Bueno, ¿qué quieren oír?' Dijo, 'Here Comes Your Man'. Ni hablar. Les dijimos que nos encantaría salir en el programa, sólo si interpretábamos la canción 'Tame'. Y dijeron, 'No, gracias'".

## Uso en otros medios
La canción se usa prominente en "Hardly Kirk-ing", un episodio de la temporada 24 de Los Simpson transmitió por primera vez el 17 de febrero de 2013. La canción hace una aparición en indie rom-com (500) Days of Summer, donde es cantada por el personaje principal Tom Hansen en un bar de karaoke.
La Canción sale al inicio de la película "Guerra de Papás".

## Lista de canciones
1. «Here Comes Your Man» (Francis) - 3:00
2. «Wave of Mutilation» [UK Surf] (Francis) - 3:00
3. «Into the White» - (Francis/Deal) - 4:42
4. «Bailey's Walk» - (Francis) - 2:23